# Alebrije Entertainment
Alebrije Entertainment, anteriormente conocida como Xystus, es una empresa de entretenimiento mexicana destinada a la distribución de contenido audiovisual ya sea cinematográfico y televisivo. Es uno de los distribuidores en DVD de estudios como New Line Cinema, además de la distribución de series y películas tanto de Estados Unidos, Canadá, Europa y Japón.
La empresa distribuidora tiene una central en la Ciudad de México y otra en São Paulo, Brasil, para la distribución de contenidos en ese país. Casi la totalidad de los doblajes de las series que distribuyen, son realizados en México en  Candiani Dubbing Studios, Voltaic Studios y Macias Group para la versión en español y São Paulo para la versión en portugués.
La empresa se destacaba hace unos años por distribuir variadas series de anime, siendo el principal distribuidor de Toei Animation en la región, distribuyendo varias series anteriormente distribuidas por la extinta empresa Cloverway.

## Series de anime distribuidas en Latinoamérica
Algunas de las series distribuidas por Alebrije Entertainment:
- Candy Candy (anteriormente distribuida por la empresa Cadicy)
- Digimon Frontier (hasta 2014)
- Digimon Data Squad (hasta 2014)
- Dragon Ball
- Dragon Ball Z
- Dragon Ball GT
- Dr. Slump
- GeGeGe no Kitaro
- Nadja del mañana
- One Piece (versión de 4Kids)
- Pretty Cure (solo temporada 1)
- Magical Doremi (solo temporada 1)
- Mazinger Z (anteriormente distribuida por la empresa Cadicy)
- Ranma ½
- Los Caballeros del Zodiaco
- Los Caballeros del Zodiaco: Omega
- Sailor Moon
- Slam Dunk
- Toriko

## Animes distribuidos por Xystus
La mayoría de los títulos comercializados por Xystus eran licenciados de ADV Films. Varios fueron adquiridos originalmente por Locomotion, por lo que sus doblajes contaron con producción y supervisión del mismo; Xystus obtuvo los derechos de distribución para América Latina luego de ser estrenados en dicho canal.

### Animes distribuidos en Latinoamérica
- Blue Seed
- Bubblegum Crisis Tokyo 2040
- Burn Up Excess
- Burn Up W
- Cyber Team in Akihabara: Summer Days of 2011
- Ellcia
- Historias de Fantasmas
- Initial D First Stage
- Initial D Second Stage
- Lost Universe
- Martian Successor Nadesico
- Martian Successor Nadesico: The Prince of Darkness
- Neon Genesis Evangelion
- Ninja Resurrection
- Patlabor
- Patlabor: la película
- Patlabor 2: la película
- Power Dolls
- Rail of the Star
- Saikano
- Shutendoji
- Suikoden Demon Century
- Sukeban Deka
- Sorcerer Hunters
- Tenchi Muyō!
- Those Who Hunt Elves 1 y 2
- Yu Yu Hakusho[7]
- Yu Yu Hakusho: la película - Los invasores del infierno

### Licencias compartidas
Los siguientes animes fueron distribuidos para Latinoamérica en conjunto por Cloverway y Xystus; la primera se encargaba de la distribución para Latinoamérica en general exceptuando la región de Centroamérica y el Caribe, donde eran distribuidas por Xystus.
- Digimon Adventure[8]
- Digimon Adventure 02
- Digimon Tamers
- Gundam Wing[9]
- Magical Doremi[10]
- Sailor Moon (disribución para la región hispanohablante de Estados Unidos y Puerto Rico)[11]
- Sakura Card Captors[12]